# Комарова улица (Санкт-Петербург)
Комаро́ва улица — улица в Красногвардейском районе Санкт-Петербурга. Проходит от проспекта Металлистов до улицы Пугачёва.

## История
Улица начинается от проспекта Металлистов между домами 32 и 34 и идёт до улицы Пугачёва. Ранее, до 1969 года, она была намного длиннее и выходила к улице Дегтярёва примерно там, где сейчас её середина. Название известно с 1912 года и происходит от фамилии домовладельца И. Б. Комарова, несохранившийся дом которого находился в начале Полевой улицы (ныне улица Пугачёва).
16 января 1964 года имя Комаровой улицы было упразднено. Решение не было выполнено: корпус предприятия на углу проспекта Металлистов по-прежнему сохранял номер 6 по Комаровой улице. 7 июля 1999 года название было восстановлено официально.

## Транспорт
Ближайшая к Комаровой улице станция метро — «Новочеркасская» 4-й (Правобережной) линии.